# Kallithéa (métro d'Athènes)
Kallithéa (en grec moderne : Καλλιθέα) est une station de la ligne 1 du métro d'Athènes. Elle est située dans la municipalité de Kallithéa, dans la banlieue d'Athènes en Grèce.
Elle est mise en service en 1928 et remise à niveau en 2004.

## Situation sur le réseau

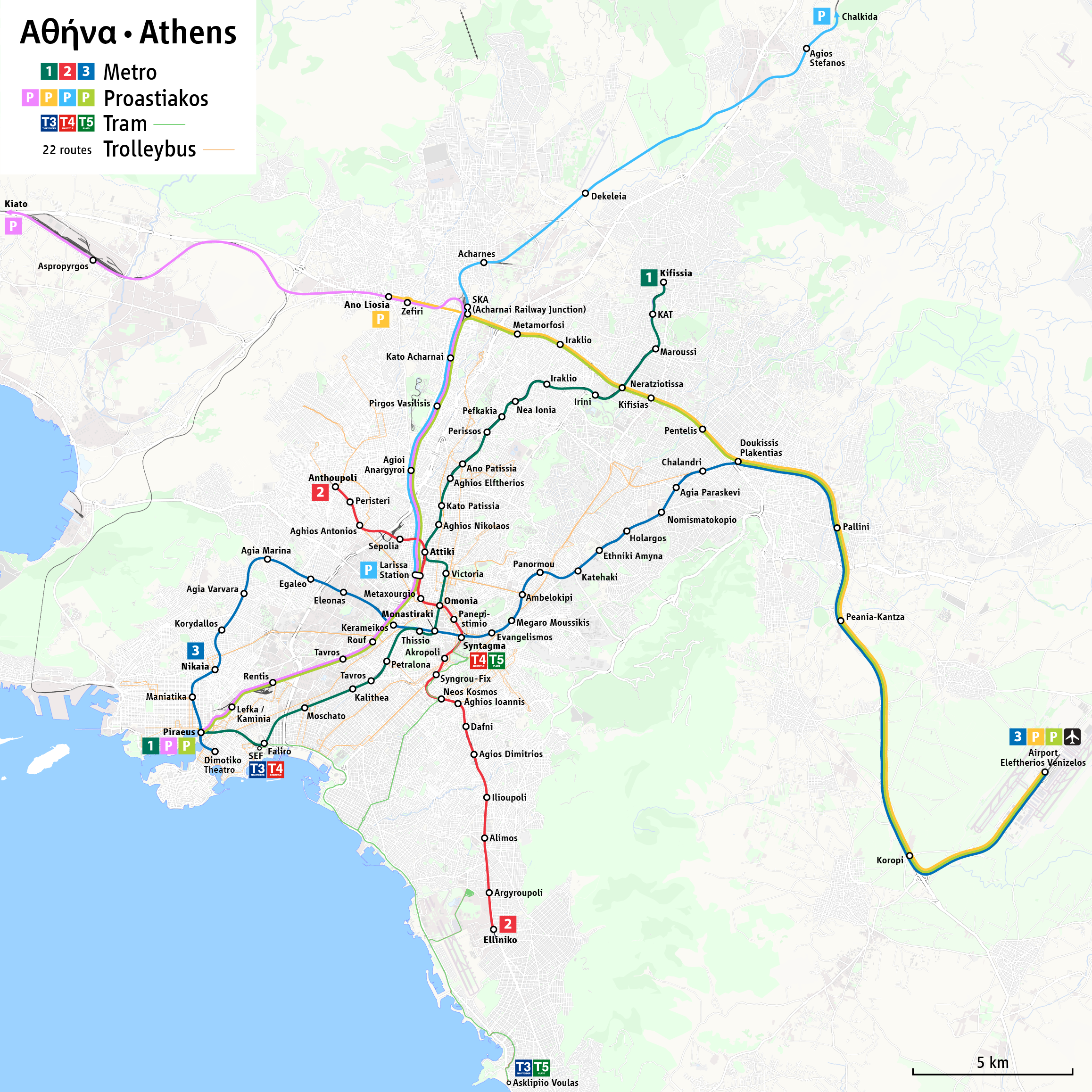
Plan des réseaux (2020)

Établie en surface, la station Kallithéa est située sur la ligne 1 du métro d'Athènes, entre la station Moscháto, en direction du terminus Le Pirée, et la station Távros, en direction du terminus Kifissiá

## Histoire
Situé en surface, la station de Kallithéa a été inaugurée le 1er juillet 1928.

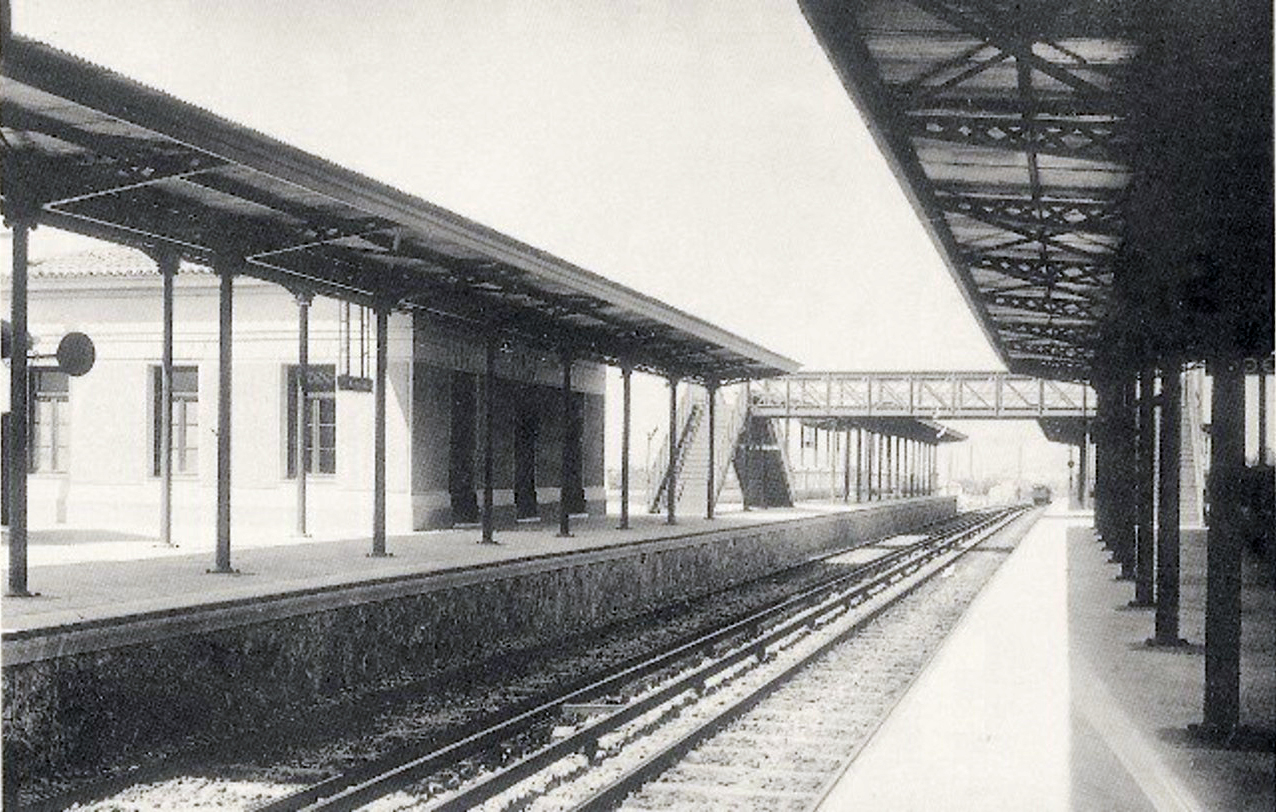
La station en 1928.

Elle comporte deux quais latéraux encadrant les deux voies de circulation. Une passerelle située au milieu des quais, équipée d'ascenseurs et d'escaliers mécaniques permet l'interconnexion entre les deux quais.

## Services aux voyageurs

### Accès et accueil
La station est accessible depuis les deux côtés de la rue Thessaloníkis.

### Intermodalité
La station est desservie par des bus urbains (lignes : 218, 219, 232, 816 et 911) et par des bus de nuit de la ligne 500.